# Ole Petersen (Autor)

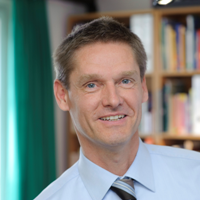
Ole Petersen (2010)

Ole Petersen (* 27. April 1961 in Frankfurt am Main) ist ein deutscher Autor mehrerer Sachbücher, Sport- und Gesundheitsberater und Ausdauersportler. Er wurde einem breiten Publikum durch das Buch Marathon – das 4-Stunden-Programm bekannt.

## Leben
Ole Petersen studierte Betriebswirtschaft in Düsseldorf und begann 1994 seine Tätigkeit im Bereich der betrieblichen Gesundheitsförderung (BGF), unter anderem mit dem Schweizer Unternehmen fit im job AG in Winterthur. Dafür wurde ihm 2004 der Schweizer Innovationspreis verliehen.
Er war Mitglied im Vorstand des Schweizerischen Verbandes für Betriebliche Gesundheitsförderung SVBGF.
Er ist selbst aktiver Ausdauersportler und Finisher von mehreren Ironman und Ultratriathlon.

## Publikationen
- Ironman, das 8-Stunden-Programm. Reinbek b. Hamburg 1998. ISBN 3-499-19471-6
- Gesundheit ist Chefsache. SmartBooks, Kilchberg 2000. ISBN 3-907601-15-7
- Fit und top im Job. Wien 2000. ISBN 3-8323-0687-0
- Lifepower. Reinbek b. Hamburg, 2001. ISBN 3-499-61000-0
- Mit Sonia Goretzki: Der Fatburner. Reinbek b. Hamburg 2001. ISBN 3-499-61014-0
- Marathon, das 4-Stunden-Programm. Reinbek b. Hamburg 2002. ISBN 3-499-19486-4
- So einfach ist Fitness. Reinbek b. Hamburg 2002. ISBN 3-499-61024-8
- Fit im Job – Rezeptbuch. Fona Verlag, Lenzburg 2002. ISBN 3-03780-119-0
- Power for Life. Reinbek b. Hamburg 2003. ISBN 3-499-61394-8
- Mit Patrick Stäuble: Fit und motiviert im Job – das Micropausen-Programm. Reinbek b. Hamburg 2004. ISBN 3-499-61676-9
- Mit Eduard Hitzberger u. Sonia Goretzki: Genuss statt Verzicht. Lenzburg 2008. ISBN 3-03780333-9
- Mit Sonia Goretzki: Brain Energy : clevere Rezepte für Konzentration und Kreativität. Fona Verlag, Lenzburg 2014. ISBN 3-03780559-5